# Yanwo
Yanwo (kinesiska: 燕窝) är en köping i sydvästra Kina. Den ligger i stadsdistriktet Hechuan i storstadsområdet Chongqing, omkring 98 kilometer nordväst om det centrala stadsdistriktet Yuzhong. Antalet invånare är 30 424. Befolkningen består av 14 737 kvinnor och 15 687 män. Barn under 15 år utgör 19,0 %, vuxna 15-64 år 67 %, och äldre över 65 år 13,0 %.